# Adriana Murgoci
Adriana Murgoci (n. 6 noiembrie 1909, comuna Rachiți, județul Botoșani – d. 27 august 1986) a fost un zoolog român specializat în ecologie, entomologie și ihtiologie.
S-a născut la 6 noiembrie 1909 în comuna Rachiți, județul Botoșani, într-o modestă familie de intelectuali. A urmat studiile primare și liceale în orașul Botoșani, apoi facultatea de biologie la Iași.
În 1933 obține postul de preparator la laboratorul de zoologie condus de profesorul Ion Borcea. În 1940 susține teza de doctorat și se transferă la Facultatea de Biologie din București. În 1942 devine asistent definitiv, în 1946  șef de lucrări, în 1951 conferențiar și în 1965  profesor universitar la Facultatea de Biologie din București.
S-a specializat și a scris peste 70 lucrări științifice în domeniul ecologiei, entomologiei (sistematica, dezvoltarea postembrionară, răspândirea, biologia și ecologia unor specii de insecte din România din ordinele Trichoptera, Isoptera și Hymenoptera.) și ihtiologiei (pești marini din familiile Acipenseridae, Mugilidae, Gobiidae, Callionymidae), protozoologiei (sistematica și ontogenia flagelatelor Hypermastiginae). A descris în 1940 pe litoralul Bulgariei o subspecie nouă de gobiesocide, Lepadogaster microcephalus băcescui, ridicată în prezent în rang de specie Apletodon bacescui; de asemenea a făcut studii de anatomie comparată, mai ales la mugilide, și a descris un subgen nou, Euacipenser.
În paralel cu activitatea științifică a desfășurat o muncă didactică, predând în perioada anilor 1951-1972 diverse cursuri: zoologie generală, zoologia nevertebratelor, entomologie generală și aplicată, zoogeografie, creșterea insectelor utile, ecologia animalelor și ecologie generală și ocrotirea naturii. Adriana Murgoci a fost conducătorul științific al numeroși candidați pentru obținerea titlului de doctor în ecologie.

## Distincții
- Medalia Muncii (14 septembrie 1953)[1]